# Einköpfige Flockenblume
Die Einköpfige Flockenblume (Centaurea uniflora) ist eine Pflanzenart aus der Gattung der Flockenblumen (Centaurea) in der Familie der Korbblütler (Asteraceae).

## Merkmale
Die Einköpfige Flockenblume ist eine ausdauernde krautige Pflanze, die Wuchshöhen von 5 bis 40 cm erreicht. Sie ist dicht weißfilzig behaart und mit kurzen, mehrzelligen, rauen Haaren besetzt. Der Stängel ist aufrecht, beblättert und besitzt nur ein Blütenkörbchen. Die grüngrauen Laubblätter sind drüsig punktiert, schmal-lanzettlich und schmaler als einen Zentimeter. Sie sind ganzrandig oder wenig fein gezähnt, die oberen sitzen am Stängel. 
Die grüne Hülle ist ungefähr so lang wie breit und wird meistens von den Anhängseln der mittleren Hüllschuppen verdeckt, welche in eine lange, hellbraune, federige, zurückgebogene Spitze verlängert sind. Die Anhängsel der inneren Hüllschuppen sind ganzrandig. Wie bei der Unterfamilie der Carduoideae üblich sind nur Röhrenblüten vorhanden; sie sind purpurrot. Die randlichen Röhrenblüten sind leicht zygomorph und vergrößert. Die Blütezeit reicht von Juli bis September. Die Achänen sind graubraun.

## Vorkommen
Die Einköpfige Flockenblume ist in den Westalpen von den Seealpen bis zum Isèretal und den Grajischen Alpen verbreitet.
Sie kommt in Höhenlagen über 1500 m auf warmen, trockenen und nährstoffreichen Böden auf Wiesen und Hängen vor. 

## Systematik

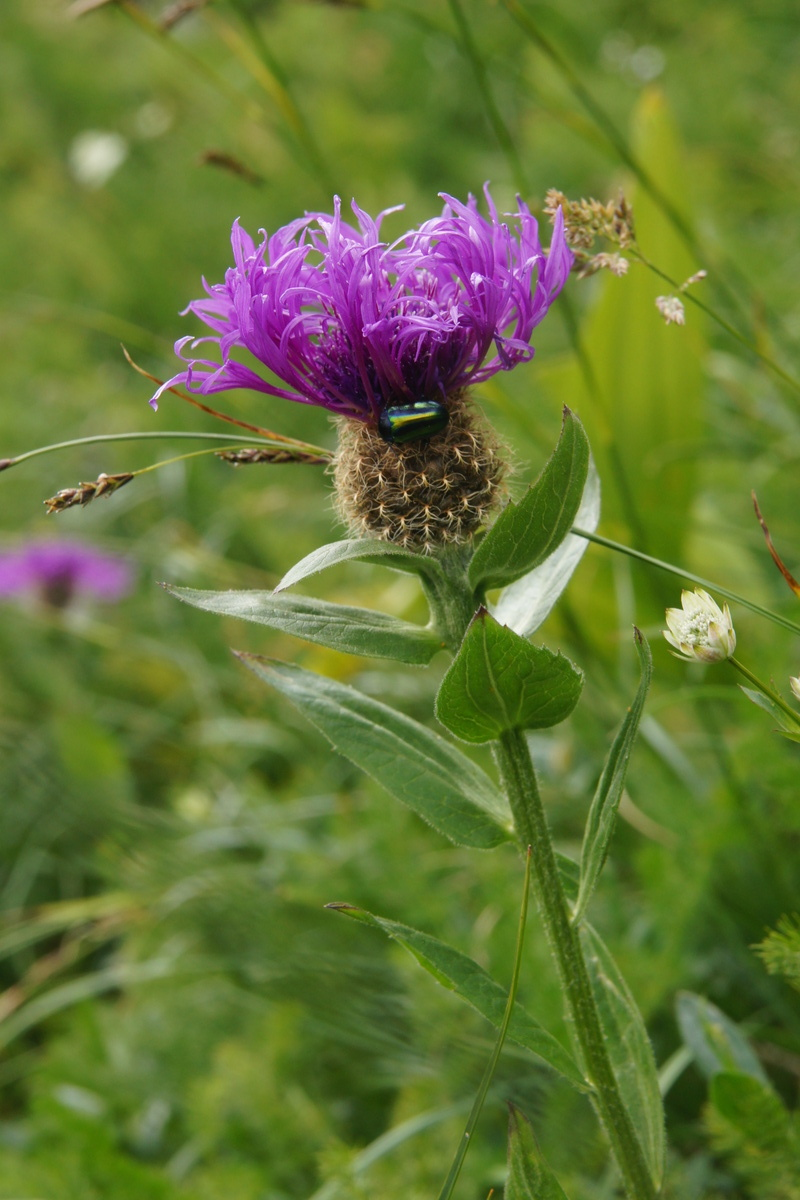
Federige Flockenblume (Centaurea nervosa)

Centaurea uniflora gehört zu einer Gruppe nahe verwandter Arten, diae auch als Centaurea uniflora aggr. bezeichnet werden. Hierher werden auch gerechnet:
- Centaurea alibeyana Font Quer & Pau (Syn.: Centaurea uniflora subsp. alibeyana (Font Quer & Pau) Arènes): Sie kommt in Marokko vor.[1]
- Centaurea bugellensis (Soldano) Soldano (Syn.: Centaurea uniflora subsp. bugellensis Soldano): Sie kommt in Italien vor.[1]
- Centaurea flosculosa Willd.: Sie kommt in der Schweiz und in Frankreich vor und kam früher auch in Italien vor.[1]
- Federige Flockenblume (Centaurea nervosa Willd., Syn.: Centaurea uniflora subsp. nervosa (Willd.) Bonnier & Layens): Sie kommt in Frankreich, in der Schweiz, in Italien, Österreich, Slowenien, Serbien, Montenegro, Albanien, Mazedonien, Griechenland, Bulgarien und Rumänien vor.[1]
- Centaurea rhaetica Moritzi: Sie kommt in der Schweiz und in Italien vor.[1]
- Centaurea uniflora Turra: Sie kommt in Frankreich und in Italien vor.[1]